# مثنوية الشكل الجنسية

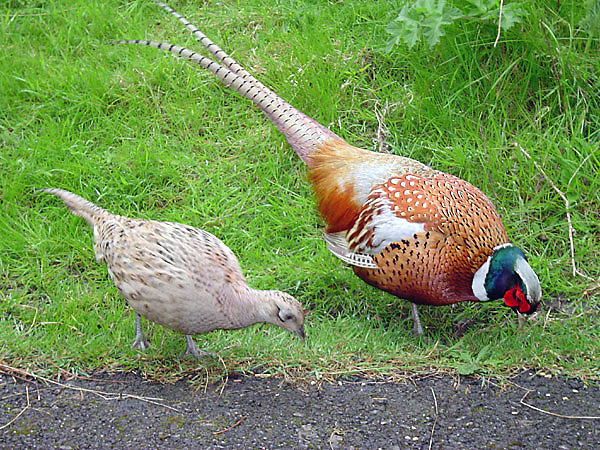
ذكر وأنثى طائر التدرج

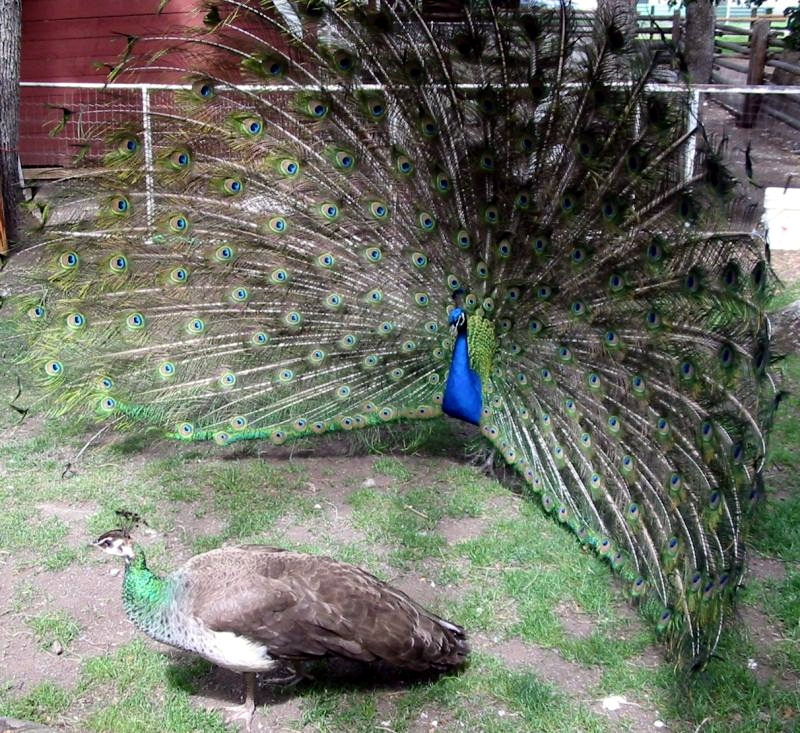
طاووس courting طاووس

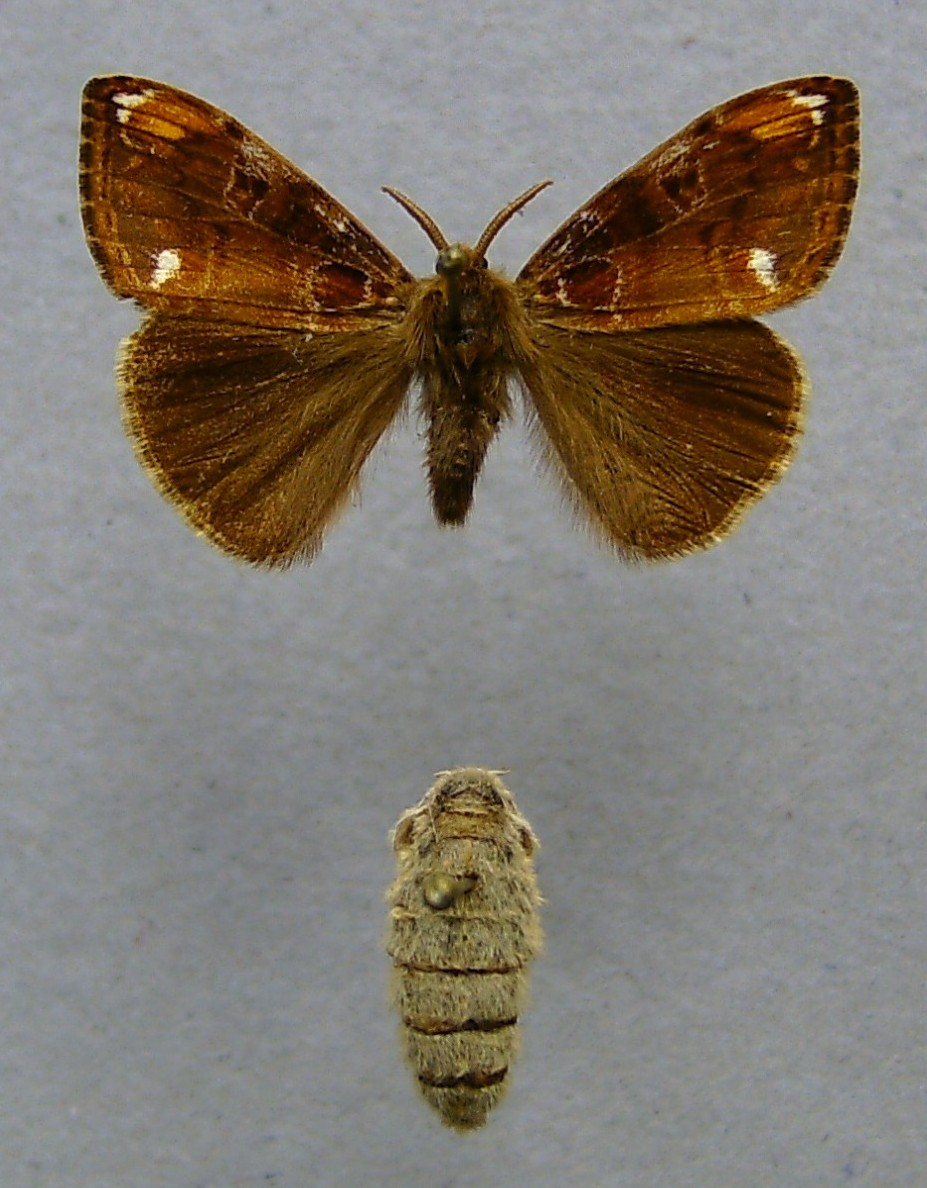
Male and femaleOrgyia recens

مثنوية الشكل الجنسية أو إزدواج الشكل هي الفرق النظامي بين أفراد الجنسين في نفس الأنواع. ويشمل فروقات حجم ولون ووجود أو غياب أجزاء الجسم المستخدمة في عروض المغازلة أو المصارعة مثل الريش والقرون والأنياب.

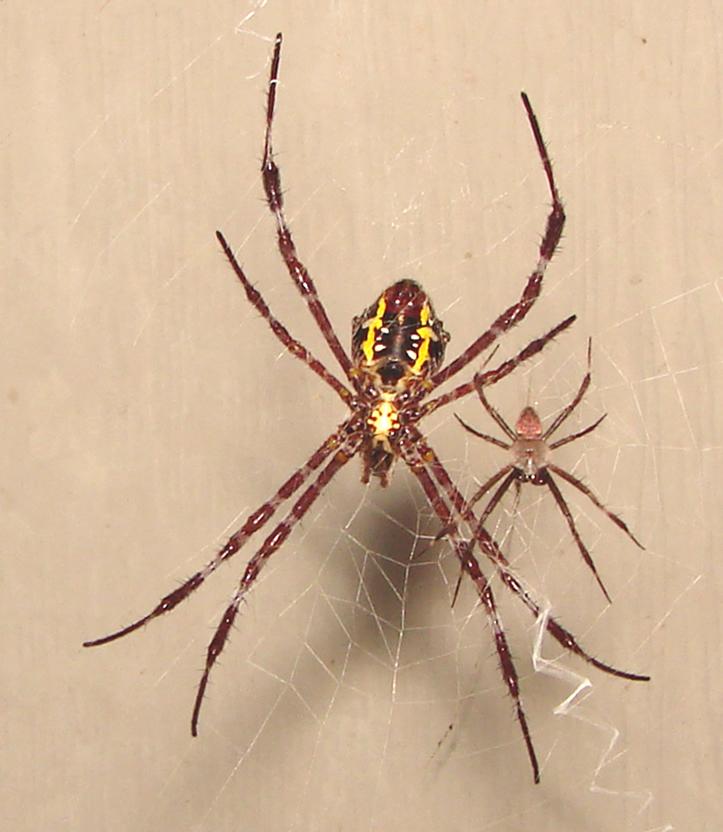
Female and male Argiope appensa, displaying reverse sexual dimorphism

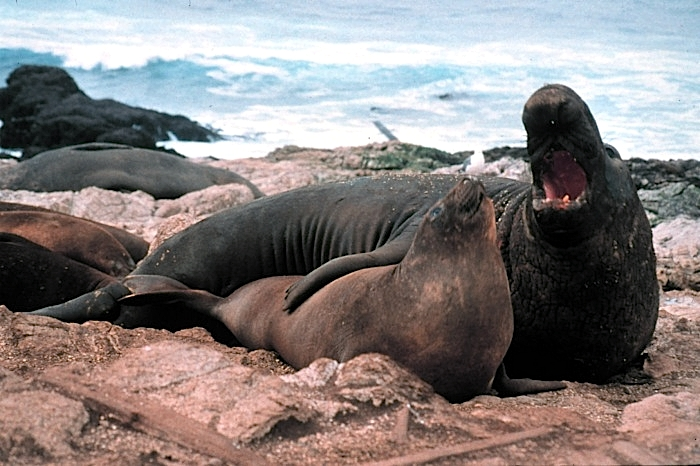
Sexual dimorphism of the polygamous Northern elephant seal